# Giovanni di Cosimo I de' Medici
Giovanni di Cosimo I de' Medici (Firenze, 29 settembre 1543 – Livorno, 20 novembre 1562) è stato un cardinale italiano.

## Biografia

### Infanzia

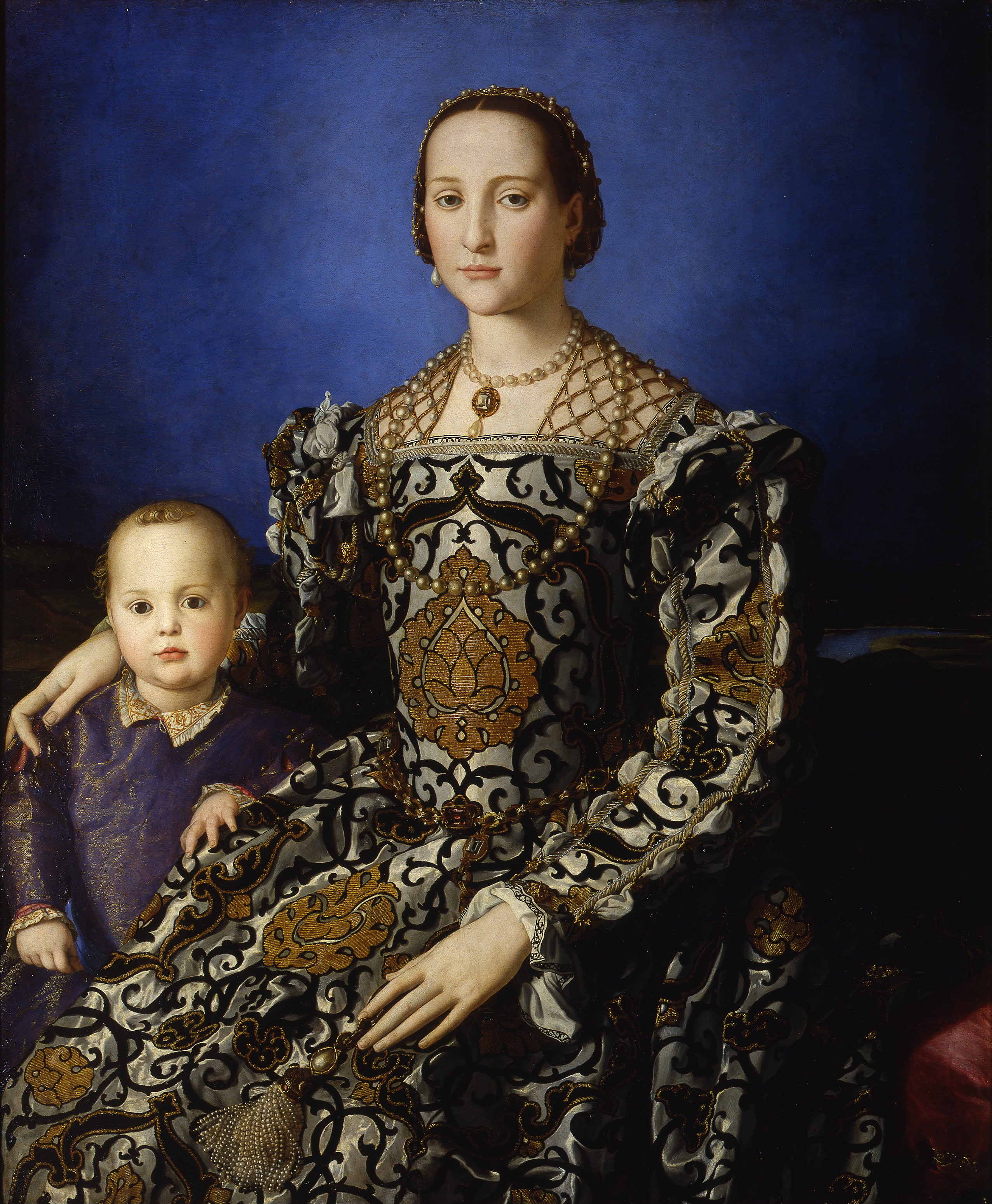
Agnolo Bronzino, Ritratto di Eleonora di Toledo col figlio Giovanni, 1545

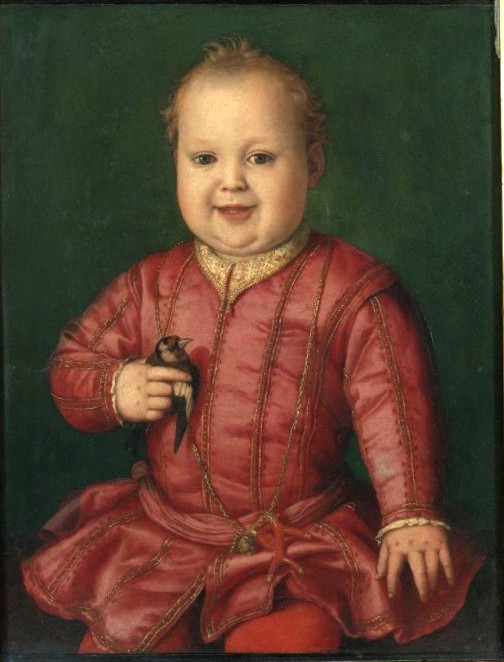
Agnolo Bronzino, Ritratto di Giovanni de' Medici, 1545

Figlio secondogenito del Granduca di Toscana Cosimo I e di Eleonora di Toledo, ebbe il nome del nonno paterno. 

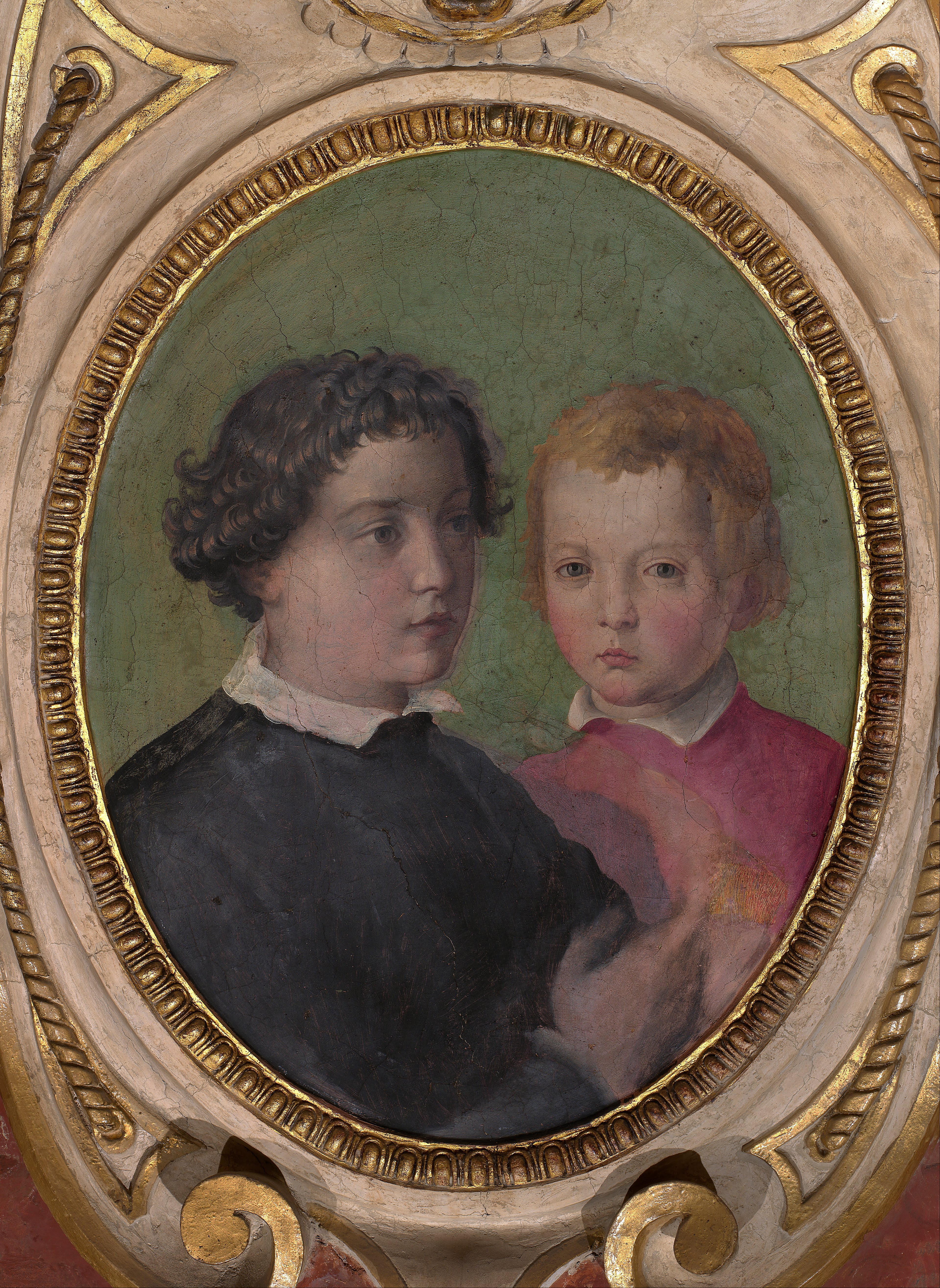
Giorgio Vasari, Ritratto di Giovanni e Garzia de' Medici, 1557 ca.

Fu destinato alla carriera ecclesiastica, come accadeva normalmente nelle famiglie potenti, mentre suo fratello primogenito Francesco era invece educato alla politica ed alle arti militari.

### Carriera ecclesiastica

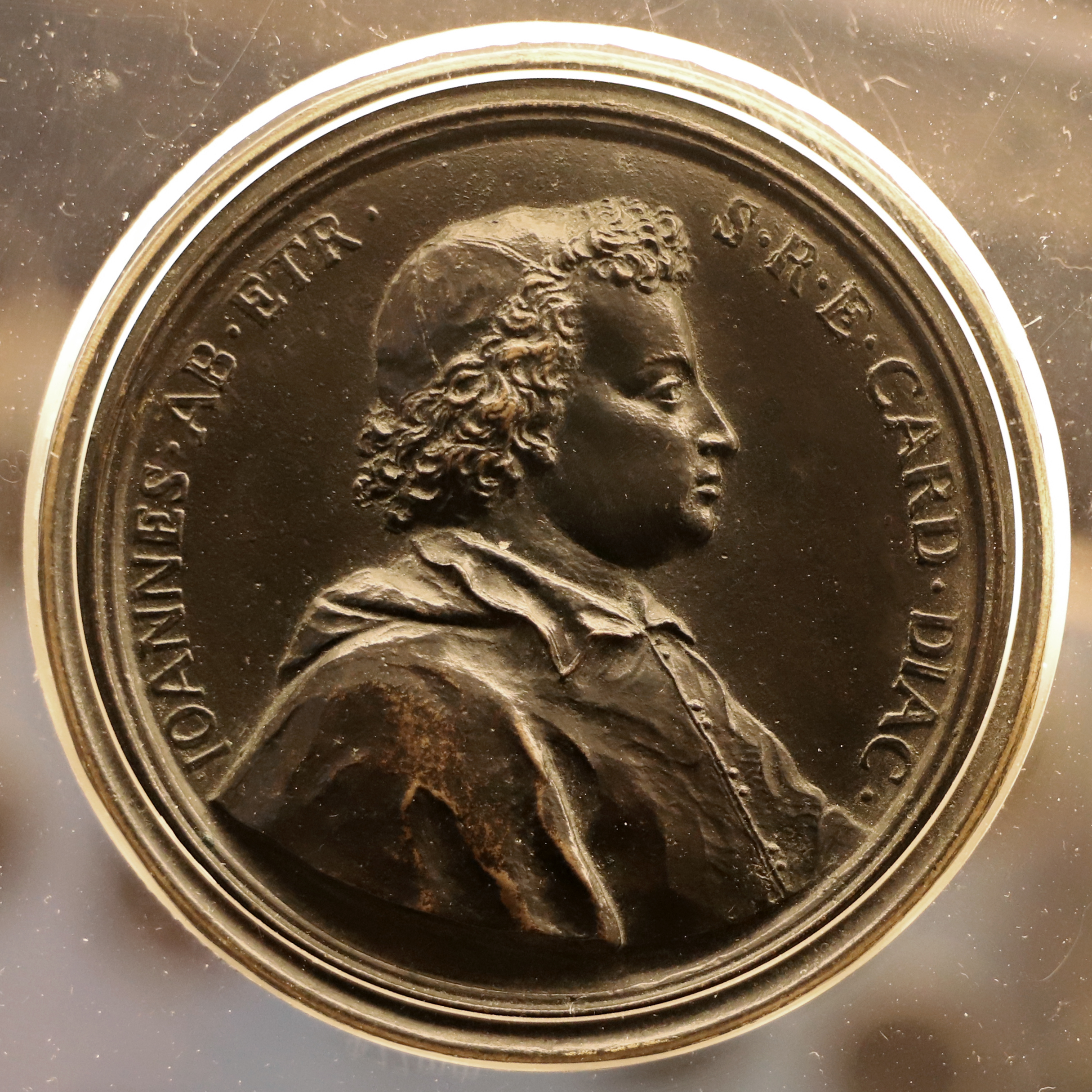
Una medagli del cardinal Giovanni de' Medici di Antonio Selvi

La sua carriera fu fulminea: fu nominato cardinale da Papa Pio IV nel concistoro del 31 gennaio 1560, a diciassette anni, e venne subito nominato amministratore dell'arcidiocesi di Pisa e fino alla nomina del cardinale Ferdinando I de' Medici è stato il porporato italiano più giovane.

### Morte

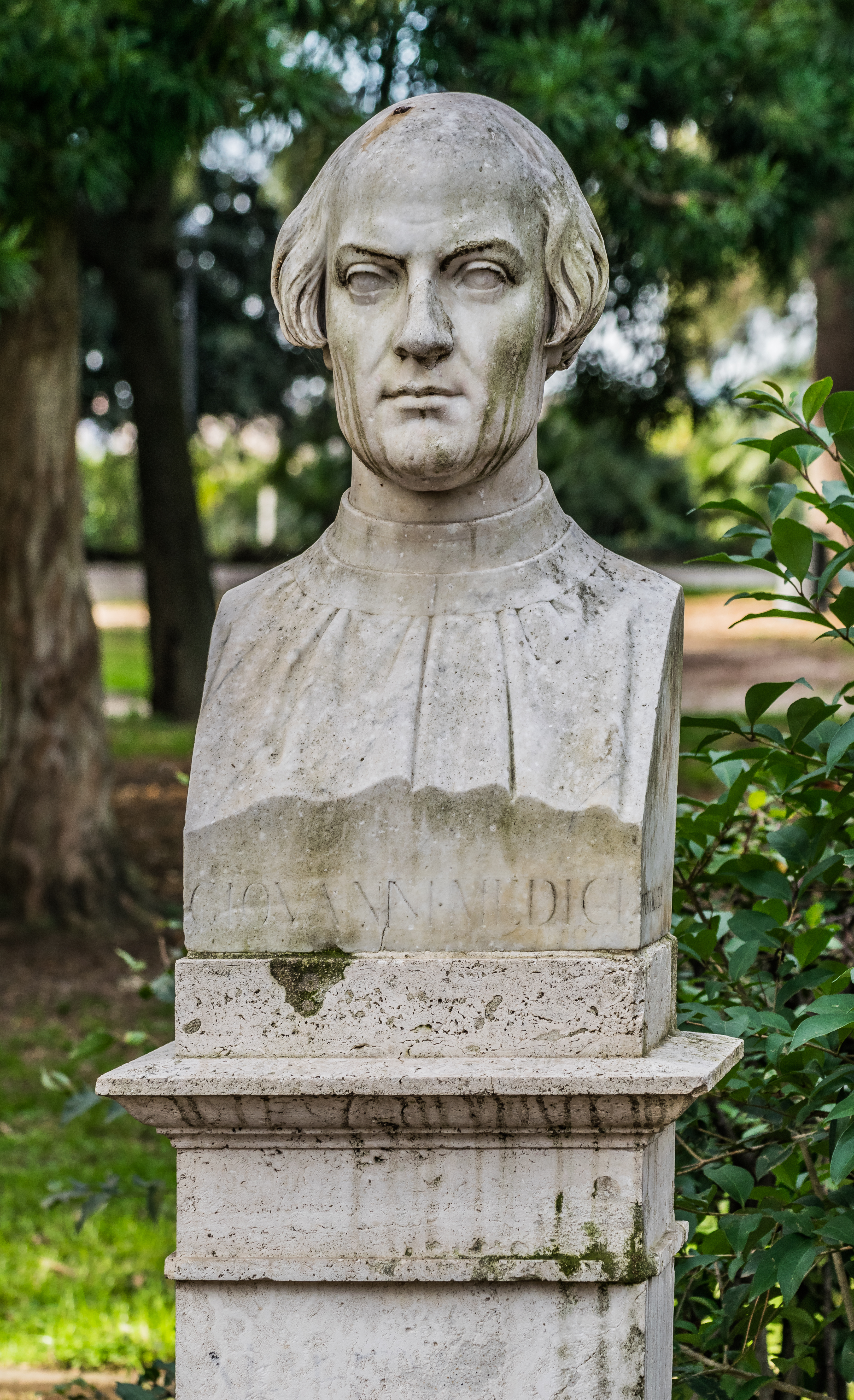
Busto di Giovanni a Villa Borghese, Roma

Probabilmente già ammalato di tubercolosi, morì prematuramente a soli 19 anni nel 1562 a causa della malaria, contratta quando si trovava sulla costa, tra Pisa e Livorno, con la madre, il fratello Garzia, che morirono tutti a pochi giorni di distanza. Una sorte simile era toccata anche a sua sorella maggiore Maria.
Di lui ci restano due famosi ritratti di Agnolo Bronzino appena infante, uno con un cardellino in mano, uno accanto alla madre Eleonora.
Suo fratello Ferdinando fu a sua volta nominato cardinale. Suo padre Cosimo I ebbe un altro figlio dopo la morte di Giovanni, che decise di chiamare con lo stesso nome; quest'ultimo è noto per la sua attività in Spagna come don Giovanni de' Medici.

### Sepoltura
Nel 1857, durante una prima ricognizione delle salme dei Medici, così venne ritrovato il suo corpo: 

## Ascendenza
|                                  |                                       |                                       | Genitori                     |  |  | Nonni |  |  | Bisnonni             |  |  | Trisnonni                |  |
|                                  |                                       |                                       |                              |  |  |       |  |  | Giovanni il Popolano |  |  | Pierfrancesco il Vecchio |  |
|                                  |                                       |                                       |                              |  |  |       |  |  | Giovanni il Popolano |  |  | Pierfrancesco il Vecchio |  |
|                                  |                                       | Laudomia Acciaiuoli                   |                              |  |  |       |  |  | Giovanni il Popolano |  |  |                          |  |
| Giovanni delle Bande Nere        |                                       |                                       |                              |  |  |       |  |  | Giovanni il Popolano |  |  |                          |  |
|                                  |                                       | Caterina Sforza                       | Galeazzo Maria Sforza        |  |  |       |  |  |                      |  |  |                          |  |
|                                  |                                       | Caterina Sforza                       | Galeazzo Maria Sforza        |  |  |       |  |  |                      |  |  |                          |  |
|                                  |                                       | Caterina Sforza                       | Lucrezia Landriani           |  |  |       |  |  |                      |  |  |                          |  |
| Cosimo I de' Medici              |                                       | Caterina Sforza                       |                              |  |  |       |  |  |                      |  |  |                          |  |
|                                  |                                       | Jacopo Salviati                       | Giovanni Salviati            |  |  |       |  |  |                      |  |  |                          |  |
|                                  |                                       | Jacopo Salviati                       | Giovanni Salviati            |  |  |       |  |  |                      |  |  |                          |  |
|                                  |                                       | Jacopo Salviati                       | Elena Gondi                  |  |  |       |  |  |                      |  |  |                          |  |
| Maria Salviati                   |                                       | Jacopo Salviati                       |                              |  |  |       |  |  |                      |  |  |                          |  |
|                                  |                                       | Lucrezia de' Medici                   | Lorenzo de' Medici           |  |  |       |  |  |                      |  |  |                          |  |
|                                  |                                       | Lucrezia de' Medici                   | Lorenzo de' Medici           |  |  |       |  |  |                      |  |  |                          |  |
|                                  |                                       | Lucrezia de' Medici                   | Clarice Orsini               |  |  |       |  |  |                      |  |  |                          |  |
| Giovanni de' Medici              |                                       | Lucrezia de' Medici                   |                              |  |  |       |  |  |                      |  |  |                          |  |
|                                  | Fadrique Álvarez de Toledo y Enríquez | García Álvarez de Toledo y Carrillo   |                              |  |  |       |  |  |                      |  |  |                          |  |
|                                  | Fadrique Álvarez de Toledo y Enríquez | García Álvarez de Toledo y Carrillo   |                              |  |  |       |  |  |                      |  |  |                          |  |
|                                  | Fadrique Álvarez de Toledo y Enríquez | María Enríquez de Quiñones y Cossines |                              |  |  |       |  |  |                      |  |  |                          |  |
| Pedro Álvarez de Toledo y Zúñiga | Fadrique Álvarez de Toledo y Enríquez |                                       |                              |  |  |       |  |  |                      |  |  |                          |  |
|                                  |                                       | Isabel de Zúñiga y Pimentel           | Álvaro de Zúñiga y Guzmán    |  |  |       |  |  |                      |  |  |                          |  |
|                                  |                                       | Isabel de Zúñiga y Pimentel           | Álvaro de Zúñiga y Guzmán    |  |  |       |  |  |                      |  |  |                          |  |
|                                  |                                       | Isabel de Zúñiga y Pimentel           | Leonor Pimentel y Zúñiga     |  |  |       |  |  |                      |  |  |                          |  |
| Eleonora di Toledo               |                                       | Isabel de Zúñiga y Pimentel           |                              |  |  |       |  |  |                      |  |  |                          |  |
|                                  |                                       | Luis Pimentel y Pacheco               | Rodrigo Alonso Pimentel      |  |  |       |  |  |                      |  |  |                          |  |
|                                  |                                       | Luis Pimentel y Pacheco               | Rodrigo Alonso Pimentel      |  |  |       |  |  |                      |  |  |                          |  |
|                                  |                                       | Luis Pimentel y Pacheco               | María Pacheco y Portocarrero |  |  |       |  |  |                      |  |  |                          |  |
| María Osorio y Pimentel          |                                       | Luis Pimentel y Pacheco               |                              |  |  |       |  |  |                      |  |  |                          |  |
|                                  |                                       | Juana Osorio y Bazán                  | Pedro Álvarez Osorio         |  |  |       |  |  |                      |  |  |                          |  |
|                                  |                                       | Juana Osorio y Bazán                  | Pedro Álvarez Osorio         |  |  |       |  |  |                      |  |  |                          |  |
|                                  |                                       | Juana Osorio y Bazán                  | María de Bazán               |  |  |       |  |  |                      |  |  |                          |  |
|                                  |                                       | Juana Osorio y Bazán                  |                              |  |  |       |  |  |                      |  |  |                          |  |